# 凯卡塔
凯卡塔（直译：「中央」，格陵蘭語發音：[qɜqːata]），是格陵蘭西部一個市镇，成立於2009年1月1日。该市镇因位於格陵蘭的中西部而命名。截至2013年1月，人口為9,620人。行政中心位於锡西米尤特。凯卡塔包含過去康埃卢苏阿克的非建制土地和兩個格陵蘭西部的前市镇：
- Maniitsoq Municipality
- 锡西米尤特市镇（英语：Sisimiut Municipality）

## 地理
凯卡塔在北面與凯凯塔利克市镇接壤，東側和南側與塞梅索克市镇接壤。大部分城鎮集中於海岸邊。面積为11萬5500平方公里。